# 吉姆·克拉克
詹姆士·「吉姆」·小克拉克，OBE（英語：James "Jim" Clark, Jr，1936年3月4日—1968年4月7日），英国赛车手，兩屆一级方程式世界车手冠军和一屆印第安納波利斯500冠軍。
克拉克是一个多面型的车手，他参加过跑车赛事，房车赛事和印第500。
1968年，他在聯邦德國霍肯海姆的一场二級方程式賽車比赛中因賽車衝出跑道而當場死亡。截止他去世为止，他已经赢下25场大奖赛和33次领先位置，这些数据远多于其他车手。2009年，时代杂志将克拉克放在了最伟大的F1车手榜首。

## 早期生活
吉姆·克拉克出生于苏格兰法夫郡基尔马尼的一个农场主家庭，是家中5个孩子中最小的一个，同时也是家中唯一的男孩。1942年，整个家庭搬到了艾丁顿的一个农场。他的小学时光是在基尔马尼和切恩塞德的小学度过的。接下来的三年是在爱丁堡的克里夫顿学校和马瑟尔堡的洛雷托学校读预科。
虽然他的父母反对他从事赛车行业，但是克拉克仍然开始了他的赛车生涯。他当时驾驶自己的Sunbeam-Talbot参加了一系列的道路赛和爬坡赛并且从一开始就证明了他是一个非常优秀的车手。在1956年6月5日，在他的第一场正式比赛中，他驾驶着一辆DKW sonderklasse。到1958年，克拉克成为了当地的Border Reivers车队的车手，他驾驶着捷豹D级车和保时捷参加国家级赛事，并且赢下了18场比赛。
在1958年的节礼日,克拉克和一个能够成就他的赛车巨星梦想的人一起比赛。他驾驶着一辆莲花 Elite在一场于布兰兹·哈奇赛道举办的比赛中获得了第二名，第一名是柯林·查普曼。1959年，他和约翰·怀特曼驾驶一辆莲花 Elite获得了勒芒24小时耐力赛的第十名，后来他又赢得了博内斯爬坡赛的冠军。查普曼最终决定让克拉克担任他的初级方程式车队的车手。在1958年3月，第一场初级方程式赛车在古德伍德举办，胜利者是吉姆·克拉克（莲花-福特车队），约翰·苏尔特斯位列第二（库伯-BMC车队），特雷弗•泰勒获得第三。

## 莲花车队

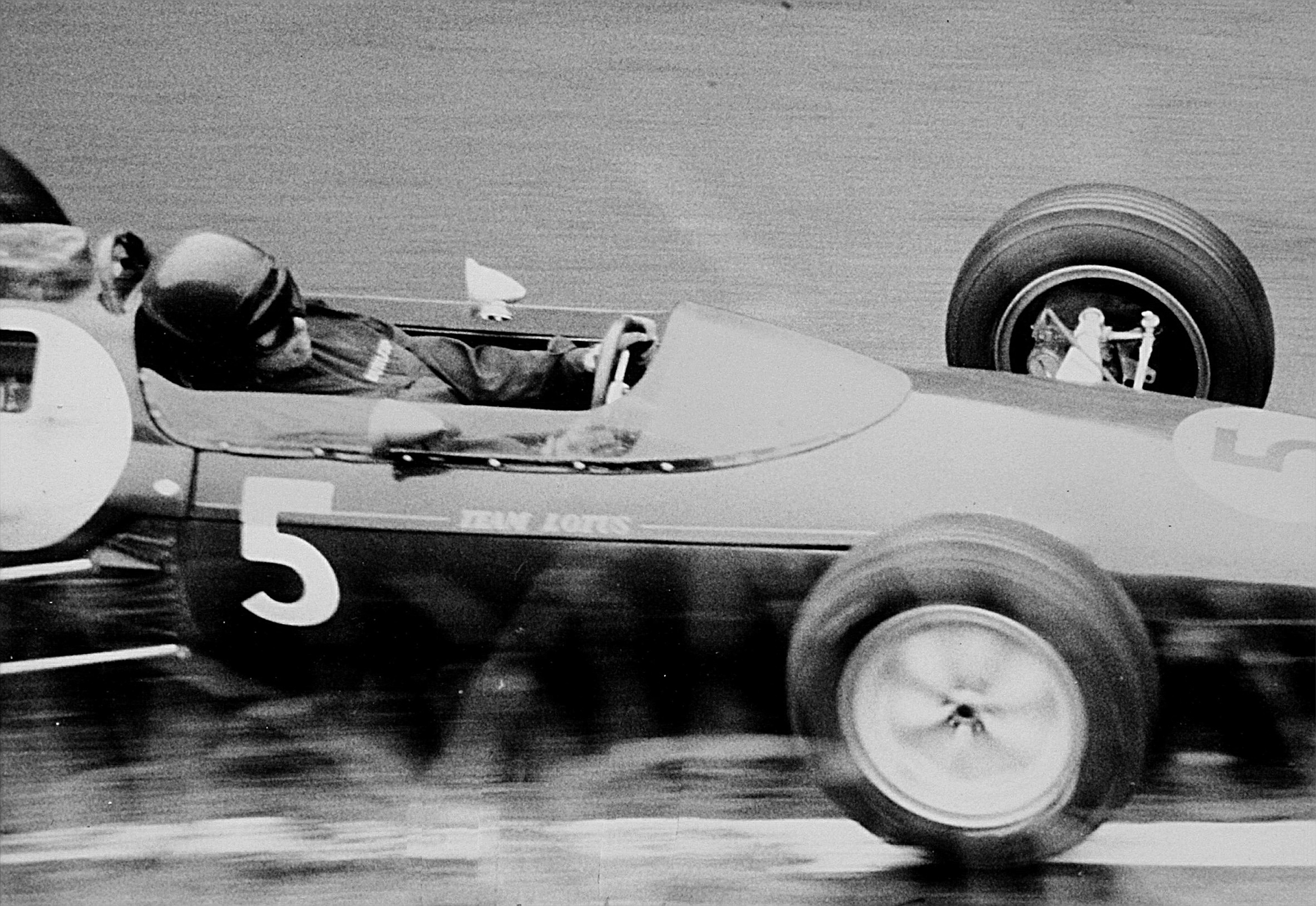
吉姆·克拉克在1962年德国大奖赛

吉姆·克拉克在1960年6月6日的德国大奖赛开始了他的F1征程。有人这么说道“莲花车队失去了苏尔特斯，因为他去参加马恩岛的摩托车比赛了，所以他们得到了英尼斯·爱尔兰，阿伦·斯泰西和克拉克，最后一个名字是一个可以接受的替代。”但是在这一场比赛中他在第49圈退赛了。
在他的第二场F1比赛，也就是1960年的比利时大奖赛,他在斯帕赛道第一次获得了F1积分。在这一场比赛中，他也见识到了斯帕赛道的危险：克里斯·布里斯托和阿伦·斯泰西在这一场比赛中发生了致命的车祸。克拉克在1964年的采访中称“我在整场比赛中非常的害怕且肌肉僵硬(I was driving scared stiff pretty much all through the race)。”在下一年，克拉克自己也卷入了一场非常严重的意外。1961年的意大利大奖赛,法拉利车队的沃尔夫冈·奇普斯和克拉克相撞，奇普斯的赛车飞了出去并冲向了侧面围墙，使得奇普斯从车中飞出并导致了15名观众死亡。
1963年，他驾驶莲花 25获得了他的第一座车手世界冠军奖杯。在该赛季，他共赢得了10场比赛中的7场。与此同时，莲花车队和第一次获得了车队世界冠军。同一年，他也第一次参加了印第安纳波利斯500并且获得了第二名。1964年，克拉克距离他的又一座车手世界冠军奖杯只有一步之遥。不过正如在1962年，他因为一次燃油泄漏事故而失去车手世界冠军一样，在这一年，他因此输给了约翰·苏尔特斯。轮胎问题使得莲花车队那一年对印第安纳波利斯500的投入打了水漂。1965年，克拉克驾驶莲花 38再一次获得了F1车手世界冠军并第一次夺得印第安纳波利斯500冠军。

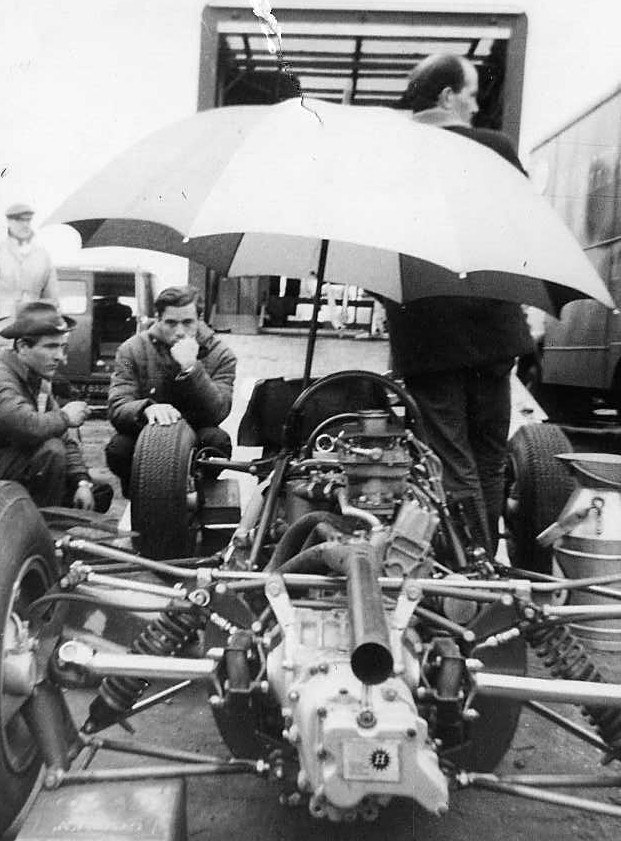
1964年德国大奖赛吉姆·克拉克在莲花车队维修站

1965年，他不得不放弃摩纳哥大奖赛转而参加印第安纳波利斯500，不过这也使得他成为第一位驾驶中置引擎赛车赢得传说中的"Brickyard"。与此同时，他成为了唯一一位在同一年赢得F1车手世界冠军和印第安纳波利斯500的车手。
在他参加F1的同时，他还参加了澳洲的塔斯曼系列赛。他驾驶莲花赛车接连获得1965，1967和1968年的冠军。他总共取得了14次胜利，创造了一个全新的纪录。
1966年，国际汽联强制推行新的3升引擎规则，莲花车队开始走下坡路。克拉克驾驶着配备考文垂﹒顶点的2L引擎的莲花 33开始了该赛季。直到英国站，他都没有能够得分。但是在随后的荷兰大奖赛上，他获得第三。从意大利大奖赛开始，莲花车队决定使用配备BRM H16的莲花Lotus 43。克拉克驾驶着这辆赛车赢得了美国大奖赛。那一年他再次获得印第安纳波利斯500亚军，这次的冠军是格拉汉姆﹒希尔.
1967年，莲花车队和克拉克使用了三种完全不同的赛车和引擎。在该赛季的第一场比赛--南非大奖赛中，莲花43表现得非常不好，因此克拉克开始驾驶旧款赛车--莲花 33参加随后的摩纳哥大奖赛，结果因为悬架问题而退赛。紧接着，莲花车队开始与考斯沃斯合作。他们的第一辆赛车莲花 49，配备了F1历史上最为成功的引擎——考斯沃斯 DFV引擎。克拉克驾驶该赛车的第一场比赛就取得了胜利。随后克拉克驾驶这辆赛车接连赢得英国大奖赛，美国大奖赛和墨西哥大奖赛和1968年1月的南非大奖赛。

## 杰出的表现
1963年，吉姆·克拉克在下雨且有雾的情况下赢得了比利时大奖赛。他由第8起步逐渐超过包括上届世界冠军格拉汉姆·希尔在内的几位车手。最终，克拉克对除了布鲁斯·迈凯伦以外的所有车手都完成了套圈，并且他还领先布鲁斯·迈凯伦至少5分钟。这是莲花车队当年7场胜利的第一场。
在1967年的意大利大奖赛，他从杆位出发，但是之后发生的轮胎问题使他在维修站耽误了一圈的时间。当他重新驶回赛道时，他位列第16，但是他逐渐超越了前面的车手。当比赛进行到最后一圈时，他暂列第一，在杰克·布拉汉姆和约翰·苏尔特斯之前。但是赛车的燃油无法支撑这样的表现，开始变得不太稳定，最终克拉克获得第三。
在1965年的印第安纳波利斯500征程中，克拉克领跑了200圈中的190圈，平均速度也是前所未有的大于240km/h。他也成为除美国人以外获得该项赛事冠军的第一人。

## 致命事故
1968年4月7日，吉姆·克拉克在一场发生在霍根海姆赛道的意外中丧生。本来他是准备驾驶BOAC 1000赛车参加在布兰兹-哈奇赛道举行的比赛，但是最终却改为代表莲花车队参加在德国霍根海姆赛道举行的一场F2比赛，人们认为这可能主要是因为与凡士通的合同关系。虽然该项赛事被形容为一场小型的比赛(minor race meeting)，但是仍有一些顶级车手参加了比赛，例如法国车手让·皮埃尔·贝尔图瓦斯和亨利·佩斯卡罗，布拉汉姆车队的德瑞克·倍爾和皮尔斯·柯瑞吉，法拉利车队的克里斯·阿蒙以及迈凯伦车队的格雷姆·劳伦斯Graeme Lawrence和罗宾·维多斯。
在第5圈，克拉克的莲花 48偏离了赛道并且撞上了一棵树，克拉克的脖子折断，头颅受伤。在到达医院之前，克拉克已经身亡。事故的原因一直没有准确的答案，不过调查显示最有可能的原因也许是因为后胎漏气。
克拉克的死亡在整个赛车业中产生了非常深远的影响，对很多F1车手产生了巨大的影响。来自全世界的人们参加了克拉克的葬礼。科林·查普曼受此打击非常之深并且公开宣称他失去了最好的朋友。1968年F1车手世界冠军被克拉克在莲花车队时的队友格拉汉姆·希尔夺得，他将沉浸在悲伤中的车队团结起来击败了杰基·斯图尔特，随后将这项荣誉献给了逝世的克拉克。

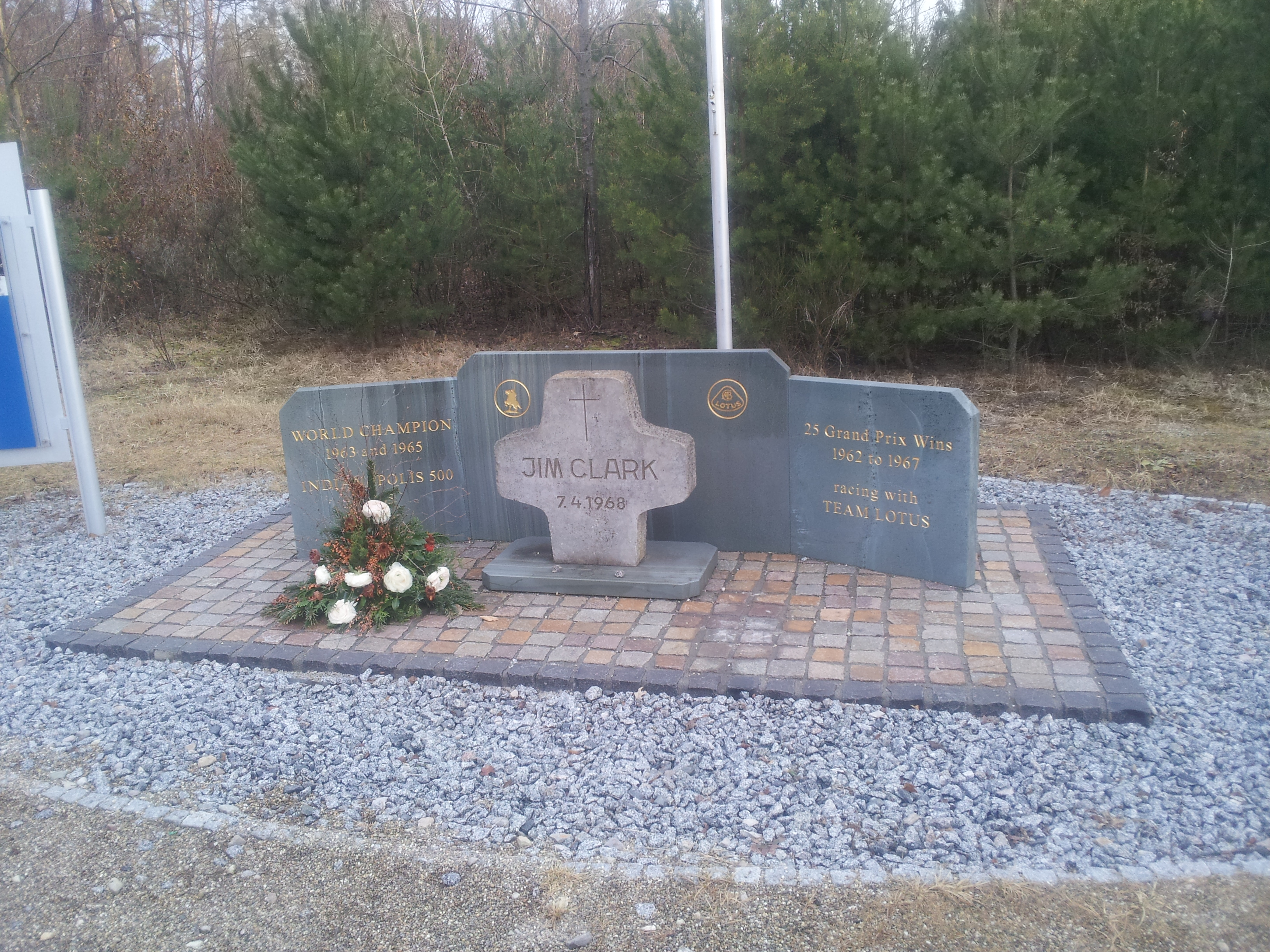
位于霍根海姆赛道的克拉克纪念碑

对于事故到底是由后胎漏气导致的还是驾驶失误导致的一直有着很大的争论。莲花车队在事后对这场事故进行了长达3周的调查。包括约翰·苏尔特斯和格拉汉姆·希尔在内的很多车手认为事故的原因是后胎漏气并且坚定地认为并没有车手驾驶问题的存在--很大的原因是因为他们不认为克拉克会犯这种错误。
在霍根海姆赛道，有一座很大的为克拉克修建的纪念碑。但是由于赛道长度的削减和老赛道的重新造林，实际的车祸地点在森林之中，但还是比较容易找到的。

## 评价

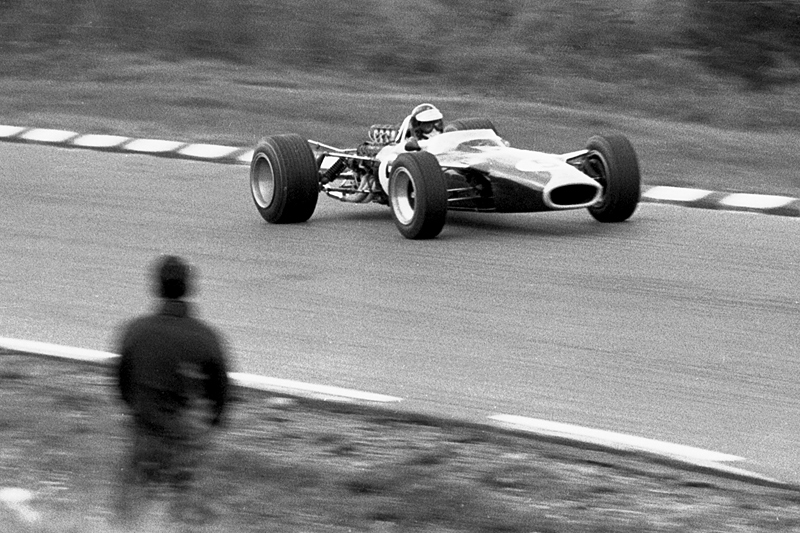
1967年美国大奖赛

克拉克共赢得33次杆位，赢得了72场大奖赛中的25场。他因为他能够在各种类型的比赛中都能取得胜利而被后人铭记。这其中包括：英国房车锦标赛，印第安纳波利斯500，拉力赛,勒芒24小时耐力赛,全国运动汽车竞赛协会(NASCAR)。
他还能够掌控好一些非常难駕駛的莲花赛车例如莲花 30，
莲花 40。克拉克似乎有一种特殊的能力使得他能够适应任何赛车。其他车手总是去调试赛车使赛车处在适合自己的状态，而克拉克总能使他自己适应赛车并且能取得非常好的成绩。
杰基·斯图尔特是如此评价克拉克：

He was so smooth, he was so clean, he drove with such finesse. He never bullied a racing car, he sort of caressed it into doing the things he wanted it to do.

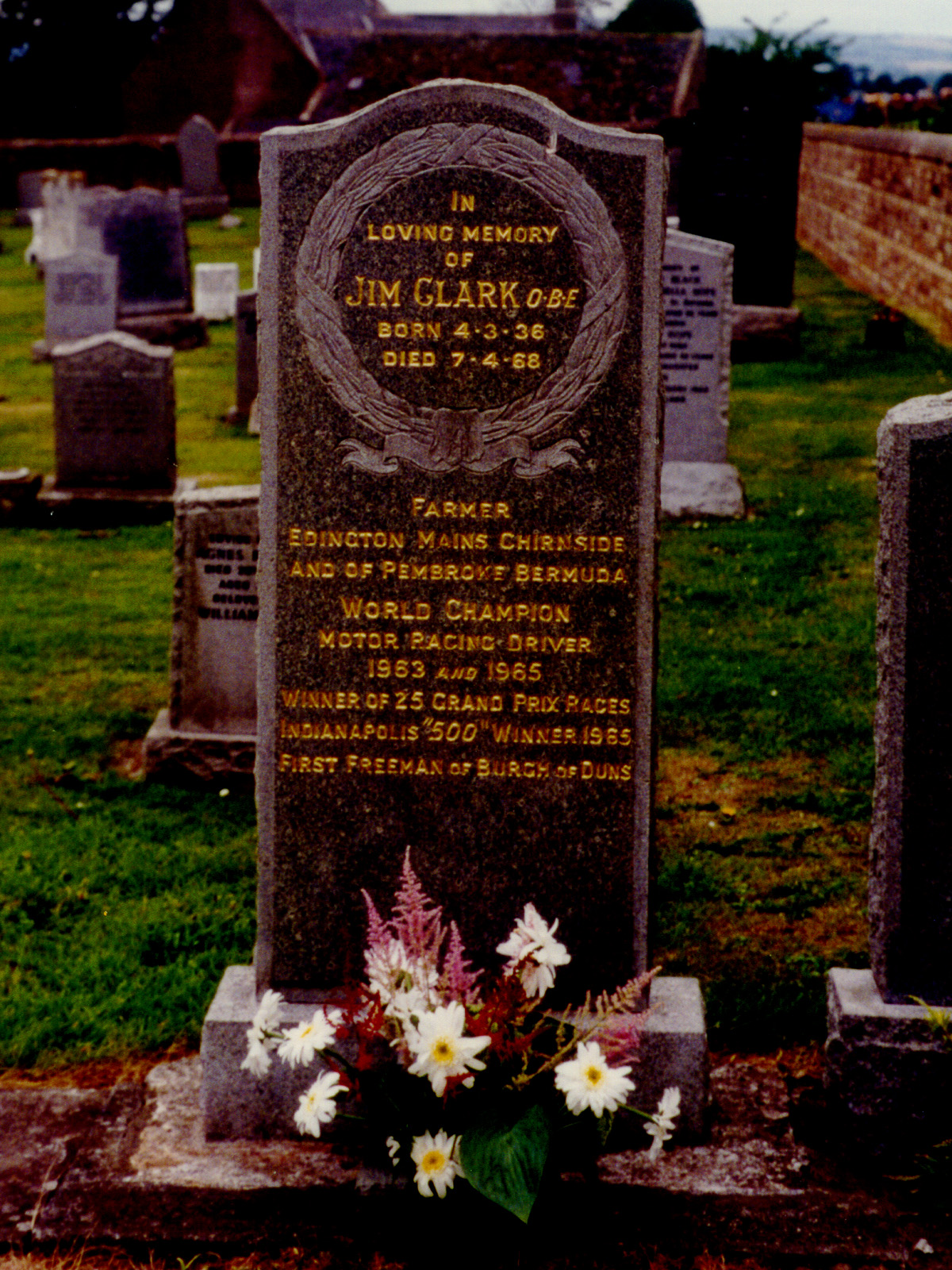
吉姆·克拉克的坟墓

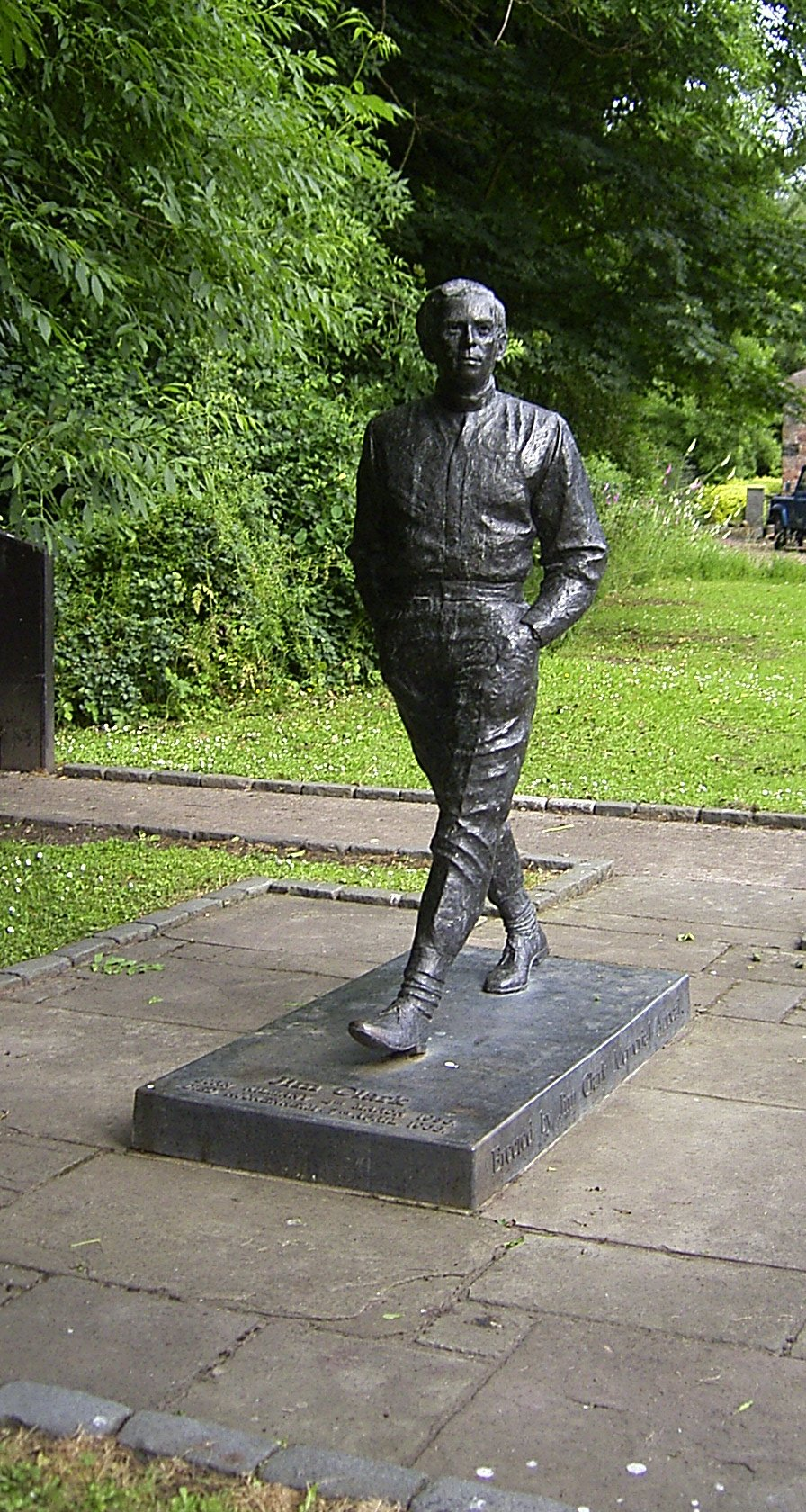
吉姆·克拉克纪念像

很明显克拉克很难理解为什么其他车手总是无法追赶上他。在他死后，他的父亲告诉丹·格瑞尼，他是克拉克唯一畏惧的车手。当克拉克死的时候，克里斯·阿蒙说道,“如果这发生在了他身上，我们还有什么机会呢？我想我们都有这样的一种感觉--我们失去了我们的领袖。
吉姆·克拉克被葬在了贝里克郡的切恩塞德区的一座小山岭上。在霍根海姆赛道，人们还可以找到克拉克的纪念碑。纪念碑原来立在车祸发生的地方，后来移到了靠近赛道的地方。在他出生的地方--法夫郡基尔马尼,有一座1:1
的雕像。在Duns还有一座小型博物馆--克拉克之屋。

## 奖项和纪录

### 所获荣誉
- 1963和1965年世界一级方程式车手世界冠军。
- 1965年印第安纳波利斯500冠军（克拉克是唯一一个在同一年里获得F1车手世界冠军和印第500冠军的车手）。
- 1965年ABC体育大世界（英语：Wide World of Sports）年度运动员。
- 1964年英国房车锦标赛冠军。
- 1967和1968年塔斯曼系列赛（英语：Tasman series）冠军。
- 1960年勒芒24小时耐力赛第三名。
- 1990年他入选国际赛车名人堂。
- 1990年他入选美国赛车名人堂（英语：Motorsports Hall of Fame of America）。
- 2002年他入选苏格兰运动员名人堂（英语：Scottish Sports Hall of Fame）。

### 一級方程式紀錄
| 纪录名称                                               | 成绩                |
| ------------------------------------------------------ | ------------------- |
| 最多大滿貫（桿位、分站冠軍、最快圈速及領跑每一圈）     | 8                   |
| 單季最多大滿貫（桿位、分站冠軍、最快圈速及領跑每一圈） | 3                   |
| 最長連續大滿貫（桿位、分站冠軍、最快圈速及領跑每一圈） | 2                   |
| 单季可获得积分最高百分比                               | 100% （1963、1965） |

1. ↑  与阿尔贝托·阿斯卡里（1952）、奈傑爾·曼塞爾（1992）和路易斯·漢米爾頓（2017）分享该记录。
2. ↑  与阿尔贝托·阿斯卡里和塞巴斯蒂安·維特爾分享该记录。
3. ↑  与阿尔贝托·阿斯卡里（1952）分享该记录。

## 比赛成绩

### 勒芒24小时成绩
| 年份 | 车队           | 搭档车手          | 赛车型号             | 级别   | 圈数 | 总成绩 | 该级别成绩 |
| ---- | -------------- | ----------------- | -------------------- | ------ | ---- | ------ | ---------- |
| 1959 | Border Reivers | 约翰·怀特曼       | 莲花 Elite Mk.14     | GT 1.5 | 257  | 第10   | 第二       |
| 1960 | Border Reivers | 罗伊·萨尔瓦德里   | 阿斯顿·马丁 DBR1/300 | S 3.0  | 306  | 第三   | 第二       |
| 1961 | Border Reivers | 罗恩·塔弗洛克哈特 | 阿斯顿·马丁 DBR1/300 | S 3.0  | 132  | DNF    | DNF        |

### 世界一级方程式成绩
(图例) (加粗表示杆位; 斜体表示最快圈速)
| 年份 | 车队     | 底盘     | 引擎           | 1      | 2      | 3      | 4      | 5      | 6      | 7          | 8      | 9      | 10     | 11   | 12 | 年终排名 | 积分    |
| ---- | -------- | -------- | -------------- | ------ | ------ | ------ | ------ | ------ | ------ | ---------- | ------ | ------ | ------ | ---- | -- | -------- | ------- |
| 1960 | 莲花车队 | 莲花 18  | 考文垂·顶点 l4 | 阿     | 摩     | 500    | 荷 Ret | 比 5   | 法 5   | 德 16      | 葡 3   | 意     | 美 16  |      |    | 第10     | 8       |
| 1961 | 莲花车队 | 莲花 21  | 考文垂·顶点 l4 | 摩 10  | 荷 3   | 比 12  | 法 3   | 英 Ret | 德 4   | 意大利 Ret | 美 7   |        |        |      |    | 第7      | 11      |
| 1962 | 莲花车队 | 莲花 25  | 考文垂·顶点 V8 | 荷 9   | 摩 Ret | 比 1   | 法 Ret | 英 1   | 德 4   | 意 Ret     | 美 1   | 南 Ret |        |      |    | 第二     | 30      |
| 1963 | 莲花车队 | 莲花 25  | 考文垂·顶点 V8 | 摩 8   | 比 1   | 荷 1   | 法 1   | 英 1   | 德 2   | 意 1       | 美 3   | 墨 1   | 南 1   |      |    | 第一     | 54 (73) |
| 1964 | 莲花车队 | 莲花 25  | 考文垂·顶点 V8 | 摩 4   | 荷 1   | 比 1   | 法 Ret | 英 1   |        |            | 意 Ret |        |        |      |    | 第三     | 32      |
| 1964 | 莲花车队 | 莲花 33  | 考文垂·顶点 V8 |        |        |        |        |        | 德 Ret | 澳 Ret     |        | 美 7   | 墨 5   |      |    | 第三     | 32      |
| 1965 | 莲花车队 | 莲花 33  | 考文垂·顶点 V8 | 南 1   | 摩     | 比 1   |        | 英 1   | 荷 1   | 德 1       | 意 10  | 美 Ret | 墨 Ret |      |    | 第一     | 54      |
| 1965 | 莲花车队 | 莲花 25  | 考文垂·顶点 V8 |        |        |        | 法 1   |        |        |            |        |        |        |      |    | 第一     | 54      |
| 1966 | 莲花车队 | 莲花 33  | 考文垂·顶点 V8 | 摩 Ret | 比 Ret | 法 DNS | 英 4   | 荷 3   | 德 Ret |            |        |        |        |      |    | 第6      | 16      |
| 1966 | 莲花车队 | 莲花 43  | BRM H16        |        |        |        |        |        |        | 意 Ret     | 美 1   | 墨 Ret |        |      |    | 第6      | 16      |
| 1967 | 莲花车队 | Lotus 43 | BRM H16        | 南 Ret |        |        |        |        |        |            |        |        |        |      |    | 第三     | 41      |
| 1967 | 莲花车队 | 莲花 33  | 考文垂·顶点 V8 |        | 摩 Ret |        |        |        |        |            |        |        |        |      |    | 第三     | 41      |
| 1967 | 莲花车队 | 莲花 49  | 考斯沃斯 V8    |        |        | 荷 1   | 比 6   | 法 Ret | 英 1   | 德 Ret     | 加 Ret | 意 3   | 美 1   | 墨 1 |    | 第三     | 41      |
| 1968 | 莲花车队 | 莲花 49  | 考斯沃斯 V8    | 南 1   | 西     | 摩     | 比     | 荷     | 法     | 英         | 德     | 意     | 加     | 美   | 墨 | 第11     | 9       |

### 印第500成绩
| 年份   | 赛车编号 | 开局   | 平均速度 | 速度排名 | 排名   | 完成圈数 | 领先圈数 | 赛车状况   | 底盘型号       |
| 1963   | 92       | 5      | 149.750  | 7        | 2      | 200      | 28       | Running    | 莲花-福特 29/3 |
| 1964   | 6        | 1      | 158.828  | 1        | 24     | 47       | 14       | Suspension | 莲花-福特 34/3 |
| 1965   | 82       | 2      | 160.729  | 2        | 1      | 200      | 190      | Running    | 莲花-福特 38/1 |
| 1966   | 19       | 2      | 164.114  | 2        | 2      | 200      | 66       | Running    | 莲花-福特 38/4 |
| 1967   | 31       | 16     | 163.213  | 23       | 31     | 35       | 0        | Piston     | 莲花-福特 38/7 |
| 总成绩 | 总成绩   | 总成绩 | 总成绩   | 总成绩   | 总成绩 | 682      | 298      |            |                |

| 参赛次数   | 5 |
| 杆位次数   | 1 |
| 第一排次数 | 3 |
| 冠军次数   | 1 |
| 前五名次数 | 3 |
| 前十名次数 | 3 |
| 退赛次数   | 2 |

- 克拉克1965年所获得的胜利是中置引擎首次赢得印第500,非前置引擎赛车此前从未赢得该项赛事。